# Roy George Douglas Allen
Pour les articles homonymes, voir Allen.
Roy G. D. Allen (né à Worcester le 3 juin 1906 – 29 septembre 1983) est un économiste, mathématicien et statisticien anglais. On lui doit le concept d'élasticité partielle de substitution (1938).

## Biographie
Allen obtient une bourse pour étudier à Sidney Sussex College, à l'université de Cambridge où il se distingue au tripos de mathématiques. Recruté comme maître de conférence à la London School of Economics (LSE), il obtient par la suite la chaire de Statistiques de cette institution. Il est l'auteur de plusieurs livres et articles sur la théorie économique, dont le célèbre A Reconsideration of the Theory of Value sur la théorie de la valeur, publié dans Economica en 1934 et coécrit avec John Hicks. Ses manuels les plus connus sont  Mathematical Analysis for Economists  (1938), où il introduit le concept d'Élasticité de substitution ; Statistics for Economists (1949), Mathematical Economics (1956) et Macroeconomic Theory (1967).

## Distinctions
Allen est anobli en 1966 en reconnaissance de ses services à la science économique, et préside la Royal Statistical Society, qui lui a décerné la Médaille Guy d'or en 1978. il est trésorier de la British Academy. Il est fellow de Sidney Sussex Coolege, à Cambridge. Son fils Jeremy est cofondateur d'un cabinet d'économistes consultants (International Planning and Research).

## Publications (sélection)
- "The Nature of Indifference Curves", 1934, RES.
- "The Concept of the Arc Elasticity of Demand", 1934, RES
- (en coll. avec A.L. Bowley) Family Expenditure, 1935.
- Mathematical Analysis for Economists, 1938. Cf. la recension critique de J.R. Hicks et celle de Carl F. Christ.
- (en coll. avec B. Thomas) The Supply of Engineering Labor under Boom Conditions, 1939, Economic Journal.
- Statistics for Economists, 1949. Cf. la recension critique (en allemand) de Wilhelm Winkler.
- « Index Numbers of Retail Prices, 1938-51 », Applied Statistics,‎ 1952.
- Mathematical Economics, 1956. Cf. la recension critique d’Oskar Morgenstern, celle de C.F. Carter et celle de Carl F. Christ (2e et 3e §).
- Macroeconomic Theory, 1967.
- Roy G. D. Allen, « On Official Statistics and Official Statisticians », J. of Royal Statistical Society,‎ 1970.
- Index Numbers in Theory and Practice, 1975.
- Introduction to National Accounts Statistics, 1980.

## Sources
Notices nécrologiques
- E. Grebenik, « Roy George Douglas Allen 1906-1983 », Journal of the Royal Statistical Society, a (General), vol. 147, no 5,‎ 1984, p. 706–707.
- anonyme, « Obituary: Sir Roy Allen, CBE, FBA (1906-1983) », The Statistician, vol. 33, no 4,‎ décembre 1984, p. 401–406 (comprend une bibliographie d'Allen).